# Didelphinae
Didelphinae Gray, 1821 è una sottofamiglia di Marsupiali della famiglia Didelphidae.
Alcune fonti definiscono questa sottofamiglia come "opossum americani", mentre altre usano questa denominazione per l'intera famiglia degli opossum, che è Didelphidae. Ciò nonostante, il termine è ridondante, dal momento che tutti gli opossum sono nativi delle Americhe, mentre i loro parenti tassonomici più stretti, i possum, sono nativi dell'Australia.

## Distribuzione e habitat
Campioni di Didelphinae sono stati raccolti in tutto il continente americano, ma soprattutto in America Centrale e Meridionale.

## Tassonomia
La sottofamiglia Didelphinae è suddivisa in 4 tribù, per un totale di 15 generi (fra i quali Thylophorops è estinto):
- Didelphini
  - Chironectes
  - Didelphis
  - Lutreolina
  - Philander
- Marmosini
  - Marmosa
  - Monodelphis
  - Tlacuatzin
- Metachirini
  - Metachirus
- Thylamyini
  - Chacodelphys
  - Cryptonanus
  - Gracilinanus
  - Lestodelphys
  - Marmosops
  - Thylamys
- Genere incertae sedis
  - †Thylophorops